# Paolo Di Mizio
Paolo Di Mizio (Bologna, 9 agosto 1950) è un giornalista e scrittore italiano.

## Biografia
È figlio di Vincenzo Ivo (1921-2013), medico radiologo e uno dei pionieri della radiologia negli anni '50, primario dell'Ospedale civico di San Benedetto del Tronto e poi dell'ospedale di Sant'Elpidio a Mare, e di Lora Toni (1922-2014), una stilista di moda attiva con un suo atelier a Bologna negli anni '40 e '50, fin quando non abbandonò l'attività per dedicarsi interamente alla famiglia. Nel 1953 la famiglia si trasferì da Bologna a San Benedetto del Tronto nelle Marche, dove Di Mizio frequentò il locale liceo classico "Giacomo Leopardi". Subito dopo la laurea, nel 1973, Di Mizio si trasferì a Londra, dove ebbe inizio la sua attività di giornalista, esercitata per qualche tempo in parallelo con l'insegnamento della lingua italiana al City Literary Institute. Nel 1977 sposò una cittadina britannica e alla fine di quell'anno con la moglie si trasferì a Roma.

### Attività
È stato per 20 anni giornalista al TG5. È attualmente editorialista del quotidiano La Notizia, diretto da Gaetano Pedullà, e per lo stesso giornale cura la rubrica quotidiana delle lettere dei lettori. Inoltre, dal Marzo 2016 è editorialista del quotidiano Nuovo Corriere Nazionale, distribuito in Umbria, Lazio e prossimamente in Abruzzo e Toscana. È stato condirettore del blog-quotidiano on line Alganews, dal quale si è allontanato nel 2018 per divergenze sulla linea politica.  È stato inoltre autore della rubrica Le parole della notte, blog misto tra cronache, racconti, letteratura ed esperienze di vita quotidiana pubblicato dal quotidiano on-line di ispirazione cattolica La Perfetta Letizia.
Ha lavorato dalla fondazione (gennaio 1992) al settembre 2012 al TG5, dove tra l'altro ha ricoperto per lungo tempo l'incarico di caporedattore centrale,  responsabile della cosiddetta nightline, che comprendeva il TG5 della notte, la rubrica della Rassegna Stampa (di cui era anche il conduttore titolare) e il notiziario flash TG5 Prima Pagina, che va in onda dalle 6:00 alle 8:00 di mattina ripetendosi ogni 15 minuti.
Per il TG5 in precedenza era stato inviato speciale di cronaca e di esteri, realizzando i primissimi collegamenti in diretta dell'appena nato TG, tra i quali un deragliamento ferroviario alle porte di Roma (febbraio 1992) e l'eruzione dell'Etna che nell'aprile-maggio del 1992 minacciò l'abitato di Zafferana Etnea. Ha ricoperto inoltre gli incarichi di vice caporedattore della redazione Esteri, di capo redattore della redazione Inchieste e, per lungo tempo, di conduttore del TG5 Notte, diventando uno dei volti più popolari in Italia nell'informazione di tarda serata.
Come inviato speciale, ha intervistato per il TG5 personaggi come Margaret Thatcher, Bill Clinton, Muhammar Gheddafi, Benjamin Netanyahu e Yasser Arafat.
La sua carriera giornalistica era iniziata come corrispondente dalla Gran Bretagna per l'agenzia di stampa NEA, diretta dal giornalista Riccardo Forte. Successivamente, rientrato in Italia, espletato il servizio di leva come ufficiale dell'Esercito addetto all'Ufficio NATO del Ministero della Difesa, tornò al giornalismo, scrivendo per vari giornali e settimanali, tra i quali Il Giornale d'Italia, Vita, Il Mondo, Epoca, Amica, Oggi e La Domenica del Corriere, per la quale è stato inviato speciale (1982-1986) e per la quale realizzò in esclusiva la prima intervista in assoluto al magistrato Giovanni Falcone (pubblicata nel numero del 28 agosto 1982).
In televisione ha lavorato tra l'altro con Maurizio Costanzo al primo telegiornale di un'emittente privata, Contatto, della Rizzoli-Corriere della Sera (1980-1981), per il quale, nel giorno dell'attentato a Papa Giovanni Paolo II, realizzò un'intervista esclusiva alla turista americana che fu ferita insieme al Pontefice da un proiettile: l'intervista integrale in inglese alla testimone oculare fu trasmessa da tutte le televisioni americane ed europee e da tutte le principali tv del mondo; successivamente lavorò come inviato speciale al settimanale di inchieste giornalistiche di Canale 5 Tv-Tv (1987-1989), diretto da Arrigo Levi, con Angelo Campanella come vice-direttore, spaziando da servizi di cronaca e attualità a interviste con personaggi dello spettacolo, tra i quali l'ex Beatle Paul McCartney.
Contestualmente al lavoro per il TG5, ha collaborato come autore e conduttore, negli anni 1996-1998, a Medicine a confronto, un programma di talk show e informazione in onda su Rete 4 il pomeriggio del sabato e della domenica.

### Studi
Laureato in Lingue e Letterature straniere, Di Mizio ha anche insegnato Lingua e Letteratura italiana al City Literary Institute di Londra (una prestigiosa fondazione culturale fondata dalla Regina Vittoria e conosciuta generalmente come City Lit) negli anni 1975-1976 e ha collaborato con articoli in inglese a diverse riviste americane ed europee scrivendo articoli di attualità, politica internazionale e letteratura.

### Libri
Nel marzo 2007 ha pubblicato un romanzo storico intitolato Storia di Giuseppe e del suo amico Gesù, edito da Marsilio, di cui è stata ristampata una seconda edizione nel 2008 e che ha vinto il Premio Nazionale Mediterraneo per la letteratura.  Nel Marzo 2017 ha pubblicato un libro miscellaneo,Teneri lupi, Capponi Editore, un diario misto di poesie, prose e racconti, presentato ufficialmente dall'autore l'11 marzo di quell'anno in concomitanza con la cerimonia di conferimento a Di Mizio del Premio Truentum 2016 da parte della città di San Benedetto del Tronto. Nel luglio 2024 ha pubblicato un libro di racconti intitolato La moglie assassina (e altre storie senza ritegno) presso la casa editrice Aurea Nox. Nel settembre dello stesso anno ha pubblicato, per la casa editrice Edizioni Q, un libro di saggistica e poesia intitolato La terra degli ulivi, dedicato alla guerra di Gaza e alla questione palestinese.